# Mammillaria mieheana
Mammillaria mieheana (укр. Мамілярія Міхе, мамілярія міхеана) — сукулентна рослина з роду мамілярія (Mammillaria) родини кактусових (Cactaceae).

## Історія
Вид вперше описаний німецьким ботаніком Ернстом Тігелєм (нім. Ernst Tiegel, 1879—1936) у 1933 році у виданні нім. «Möller's Deutsche Gärtner-Zeitung». Заявлений з мексиканського штату Керетаро, без уточнень, і в наступні 60 років не було зареєстровано повторного збору, хоча в культурі мамілярії цього виду досить поширені. За свідченнями Вернера Реппенхагена, Альфред Лау знайшов одну рослину в Сьєрра-Саморано.

## Етимологія
Видова назва дана на честь німецького садовода з Ганновера Г. Міхе.

## Ареал і екологія
Mammillaria mieheana є ендемічною рослиною Мексики. Ареал розташований у штаті Керетаро.

## Морфологічний опис
Рослини інтенсивно кластеризуються.
| Орган              | Опис                                                                       |
| Коріння            |                                                                            |
| Стебло             | циліндричне, до 15 см заввишки, в діаметрі 5 см.                           |
| Епідерміс          |                                                                            |
| Маміли             | короткі, яйцеподібні, безмлечного соку.                                    |
| Ареоли             |                                                                            |
| Аксили             | з білим пухом, в найменшій мірі нагорі.                                    |
| Центральні колючки | 3-6, майже прямі, жовті до коричневих, до 15 мм завдовжки.                 |
| Радіальні колючки  | 18-20, блідо-жовті до білих, завдовжки 8-15 мм.                            |
| Квіти              | жовті, до 15 мм завдовжки і в діаметрі.                                    |
| Бутони             |                                                                            |
| Зовнішні пелюстки  |                                                                            |
| Внутрішні пелюстки |                                                                            |
| Тичинки            |                                                                            |
| Маточка            |                                                                            |
| Плоди              | булавоподібні до яйцеподібних, білуваті, напівпрозорі, до 15 мм завдовжки. |
| Насіння            | золотисто-коричневе.                                                       |

## Чисельність, охоронний статус та заходи по збереженню
Охороняється Конвенцією про міжнародну торгівлю видами дикої фауни і флори, що перебувають під загрозою зникнення (CITES).

## Систематика
Девід Річард Гант умовно приймає цей вид, хоча і вважає його проміжним між Mammillaria densispina і Mammillaria elongata, як морфологічно, так і географічно. Прийнятий як окремий вид Едвардом Фредеріком Андерсоном  — членом Робочої групи Міжнародної організації з вивчення сукулентних рослин (IOS), колишнім її президентом у його фундаментальній монографії з родини кактусових «The Cactus Family».